# Павлівка (Довжанський район)
Па́влівка — селище в Україні, у Довжанській міській громаді Довжанського району Луганської області.
Знаходиться на тимчасово окупованій території України.

## Історія
2 лютого 2012 року в стовбурі недіючої шахти імені Володарського під час незаконного видобутку вугілля виникла пожежа, в результаті якої загинуло три людини, одній вдалося врятуватися.
12 червня 2020 року, відповідно до Розпорядження Кабінету Міністрів України № 717-р «Про визначення адміністративних центрів та затвердження територій територіальних громад Луганської області», увійшло до складу Довжанської міської громади.
17 липня 2020 року, в результаті адміністративно-територіальної реформи та ліквідації  колишніх Довжанського (1938—2020) та Сорокинського районів, увійшло до складу новоутвореного Довжанського району.

## Населення

### Мова
Розподіл населення за рідною мовою за даними перепису 2001 року:
| Мова            | Кількість | Відсоток |
| --------------- | --------- | -------- |
| українська      | 684       | 60.91%   |
| російська       | 429       | 38.20%   |
| білоруська      | 4         | 0.36%    |
| інші/не вказали | 6         | 0.53%    |
| Усього          | 1123      | 100%     |

За даними перепису 2001 року населення селища становило 1123 особи, з них 60,91 % зазначили своєю рідною українську мову, 38,2 % — російську, а 0,89 % — іншу.
Уродженцем села є Лимарь Олександр Миколайович (1956—2015) — молодший сержант Збройних сил України, учасник російсько-української війни.